# Mete
Mete (gr. Μέθη Méthē, łac. Methe – 'pijaństwo') – w mitologii greckiej bogini pijaństwa, która towarzyszyła Sylenowi. Łączono z nią ametyst, czyli 'niepijany' (gr. ἀμέθυστος améthystos), ponieważ barwą przypominał rozwodnione wino. Należała do orszaku Dionizosa.